# Akira Toriyama
Akira Toriyama (jap. 鳥山 明 Toriyama Akira; ur. 5 kwietnia 1955 w Nagoi, zm. 1 marca 2024) – japoński mangaka, najbardziej znany jako autor popularnej serii Dragon Ball, za sprawą której stał się jednym z najpopularniejszych rysowników komiksowych na świecie.

## Życiorys
Był absolwentem Prefekturalnego Liceum Przemysłowego w kierunku projekt techniczny (w 1974 r.). Następnie zaczął pracę w reklamie. Zmęczony pracą (1977 r.) postanowił zająć się rysowaniem.
Zadebiutował w 1978 w tygodniku mangowym Shūkan Shōnen Jump (jap. 週刊少年ジャンプ Shūkan Shōnen Janpu) wydawnictwa Shūeisha (jap. 集英社) krótkim komiksem pod tytułem Wonder Island.
Swój pierwszy sukces osiągnął po latach mangą Dr. Slump, wydawaną od 1980, a zakończoną w sierpniu 1984 roku. Jeszcze w tym samym roku rozpoczął pracę nad Dragon Ballem, którego tworzył przez następne jedenaście lat. Seria ta stała się niesamowicie popularna na całym świecie. Choć Toriyama nie planował tworzyć tak długiej serii i wielokrotnie zapowiadał jej koniec, seria doczekała się 42 tomów, co stanowi niemal 9000 stron komiksu. Zmęczony napiętym harmonogramem, Toriyama zakończył serię w 1995 roku. Wciąż jednak pracował jako konsultant przy produkcji Dragon Ball GT, gdzie wykreował wizerunki kilku głównych postaci oraz współtworzył początkowe odcinki anime.
Poza rysowaniem Toriyama zajmował się także projektowaniem postaci do gier wideo, głównie na konsole Super Nintendo i Sony PlayStation. Postaci jego autorstwa możemy podziwiać m.in. w Chrono Triggerze oraz w serii gier Dragon Quest.
Po zakończeniu serii Dragon Ball, Toriyama zajął się krótkimi mangami, mającymi zwykle od 100 do 200 stron, takimi jak: Alien X, Cowa, Kajika oraz parodiującą Dragon Balla mangą Neko Majin. W 2006 roku przyczynił się do powstania Blue Dragon. W 2007 stworzył zarys fabuły do odcinka specjalnego anime Dragon Ball pt. Dragon Ball: Siemka! Son Gokū i przyjaciele powrócili!! (jap. ドラゴンボール オッス!帰ってきた孫悟空と仲間たち!! Doragon Bōru Kaette Kita Son Gokū to Nakama-tachi!!), który został wyemitowany na festiwalu Jump Super Anime Tour z okazji 40. rocznicy powstania magazynu Weekly Shōnen Jump. W 2013 roku stworzył jednotomową mangę Jaco z Galaktycznego Patrolu (jap. 銀河パトロールジャコ Ginga Patorōru Jako), której akcja toczyła się w uniwersum Dragon Ball. Kolejno Toriyama pracował przy tworzeniu fabuły i projekcie postaci do filmów animowanych Dragon Ball Z: Bitwa Bogów (jap. ラゴンボールZ 神と神 Doragon Bōru Zetto Kami to Kami) (2013) oraz Dragon Ball Z: Wskrzeszenie „F” (jap. ドラゴンボールZ 復活の「F」 Doragon Bōru Zetto Fukkatsu no Efu) (2015). Między 2015 a 2018 pracował przy produkcji serialu Dragon Ball Super (jap. ドラゴンボール超  Doragon Bōru Sūpā), a w latach 2015–2024 nadzorował pracę Toyotarō nad mangową adaptacją Dragon Ball Super. Opracował również projekty postaci i fabułę do filmów animowanych Dragon Ball Super: Broly (jap. ドラゴンボール超 ブロリー Doragon Bōru Sūpā Burorī) (2018) oraz Dragon Ball Super: Super Hero (jap. ドラゴンボー超 スーパーヒーロー Doragon Bōru Sūpā Sūpā Hīrō) (2022). Mangaka zmarł 1 marca 2024, jako przyczynę śmierci media podały krwiaka podtwardówkowego. Przed śmiercią Toriyama był zaangażowany w produkcję serialu animowanego Dragon Ball Daima, którego premierę zapowiedziano na jesień 2024.

## Twórczość

### Mangi
- Awawa World (1977, niewydana)
- Wonder Island (1978−1979, 2 one-shoty)
- Today’s Highlight Island (1979, 1 one-shot)
- Tomato (1979, 1 one-shot)
- Hetappi (1982, 1 tankōbon, lekcja rysowania) – współautor: Akira Sakuma
- Dr. Slump (1980−1985, 18 tankōbon)
- Escape (1981, 1 one-shot)
- Pola & Roid (1981, 1 one-shot)
- Pink (1982, 1 one-shot)
- Mad Matic (1982, 1 one-shot)
- Chobit (1983, 2 one-shoty)
- Dragon Boy (1983, 2 one-shoty)
- Tongpoo (1983, 1 one-shot)
- Toriyama Akira’s Manga Theater Vol.1 (1983, 1 tankōbon)
- Dragon Ball (1984−1995, 42 tankōbony, w 2002 wydana ponownie w formie 34-tomowej specjalnej edycji kanzenban)
- Mr. Ho (1986, 1 one-shot)
- Lady Red (1987, 1 one-shot, pełna gagów, manga dla dorosłych)
- Kennosuke (1987, 1 one-shot)
- Sonchoh (1987, 1 one-shot)
- Mamejiro (1988, 1 one-shot)
- Toriyama Akira’s Manga Theater Vol.2 (1988, 1 tankōbon)
- Karamaru (1989, 1 one-shot)
- Wolf (1990, 1 one-shot)
- Cashman Saving Soldier (1991, 3 one-shoty – 1998, 1 tankōbon)
- Dub & Peter 1 (1992, 4 one-shoty)
- Go!Go!Ackman (1993, 11 one-shotów)
- New Dr. Slump (1994, 3 chude tankōbon, niemające nic wspólnego z anime wydanym w 1998 roku)
- Chotto Kaettekita DR Slump (trzecia manga)
- Tokimecha (1996, 1 one-shot)
- Alien X-Peke (1997, 1 one-shot)
- Bubul (1997, 1 one-shot)
- Toriyama Akira’s Manga Theater Vol.3 (1997, 1 tankōbon)
- Cowa! (1997−1998, 1 tankōbon)
- Cashman Saving Soldier/New Cashman Saving Soldier (1998, 1 tankōbon)
- Tahi Mahi (1998, 1 tankōbon)
- Kajika (1998, 1 tankōbon)
- Neko Majin (1999−2005, 5 one-shotów, 1 tankōbon/kanzenban)
- Sand Land (2000, 1 tankōbon)
- Kochira Katsushika-ku Kameari Kōen-mae Hashutsujo (2006, 1 one-shot, omake)
- Cross Epoch (2006, 1 one-shot) – współautor: Eiichiro Oda
- Jaco z Galaktycznego Patrolu (2013, 1 tankōbon)

### Książki dla dzieci
- Toccio the Angel

## Nagrody
- Nagroda Shōgakukan Manga za Dr. Slump (1982)[1]